# Canoa/kayak ai XVII Giochi del Mediterraneo - K1 1000 metri maschile
Le gare di canoa/kayak nella categoria K1 1000 metri maschile si sono tenute fra il 27 e il 28 giugno 2013 alla Seyhan Baraj Gölü di Adana.

## Calendario
Fuso orario EET (UTC+3).
| Data      | Ora   | Turno    |
| --------- | ----- | -------- |
| 27 giugno | 16:30 | Batterie |
| 28 giugno | 09:00 | Finale   |

## Risultati
I 10 atleti vengono inquadrati in due batterie da 5 canoisti ciascuna. Si qualificano direttamente alla finale i primi sei tempi. Gli ultimi quattro disputano una semifinale di ripescaggio.

### Batteria
| Pos. | Nome                 | Nazione  | Tempo    | Batt. | Corsia | Note |
| ---- | -------------------- | -------- | -------- | ----- | ------ | ---- |
| 1    | Francisco Cubelos    | Spagna   | 3'58"676 | 1     | 3      | Q    |
| 2    | Mauro Crenna         | Italia   | 3'59"360 | 1     | 2      | Q    |
| 3    | Mohamed Ali Mrabet   | Tunisia  | 4'06"995 | 1     | 4      | Q    |
| 4    | Milenko Zorić        | Serbia   | 4'10"643 | 2     | 2      | Q    |
| 5    | Jošt Zakrajšek       | Slovenia | 4'12"689 | 2     | 3      | Q    |
| 6    | Andreas Diamantis    | Cipro    | 4'24"238 | 2     | 4      | Q    |
| 7    | Kyriakos Syriopoulos | Grecia   | 4'26"703 | 1     | 5      |      |
| 8    | Safa Köse            | Turchia  | 4'45"056 | 2     | 1      |      |
| 9    | Karim Elsayed        | Egitto   | 4'26"386 | 1     | 1      |      |
| 10   | Mohamed Ramadan Serb | Libia    | 4'57"107 | 2     | 5      |      |

### Semifinale
Alla semifinale partecipano gli ultimi quattro tempi della batteria. Si qualificano alla finale i primi tre tempi, mentre l'ultimo viene definitivamente eliminato.
| Pos. | Nome                 | Nazione | Tempo    | Corsia | Note |
| ---- | -------------------- | ------- | -------- | ------ | ---- |
| 1    | Kyriakos Syriopoulos | Grecia  | 4'24"343 | 5      | Q    |
| 2    | Karim Elsayed        | Egitto  | 4'37"506 | 6      | Q    |
| 3    | Safa Köse            | Turchia | 4'49"306 | 4      | Q    |
| 4    | Mohamed Ramadan Serb | Libia   | 5'05"379 | 3      |      |

### Finale
| Pos. | Atleta               | Nazionalità | Tempo    | Corsia |
| ---- | -------------------- | ----------- | -------- | ------ |
|      | Francisco Cubelos    | Spagna      | 3'31"426 | 5      |
|      | Jošt Zakrajšek       | Slovenia    | 3'32"247 | 6      |
|      | Mauro Crenna         | Italia      | 3'36"735 | 3      |
| 4    | Mohamed Ali Mrabet   | Tunisia     | 3'38"866 | 7      |
| 5    | Milenko Zorić        | Serbia      | 3'38"900 | 4      |
| 6    | Andreas Diamantis    | Cipro       | 3'41"276 | 2      |
| 7    | Kyriakos Syriopoulos | Grecia      | 3'52"344 | 8      |
| 8    | Safa Köse            | Turchia     | 3'54"321 | 9      |
| 9    | Karim Elsayed        | Egitto      | 4'07"236 | 1      |